# Doughboy

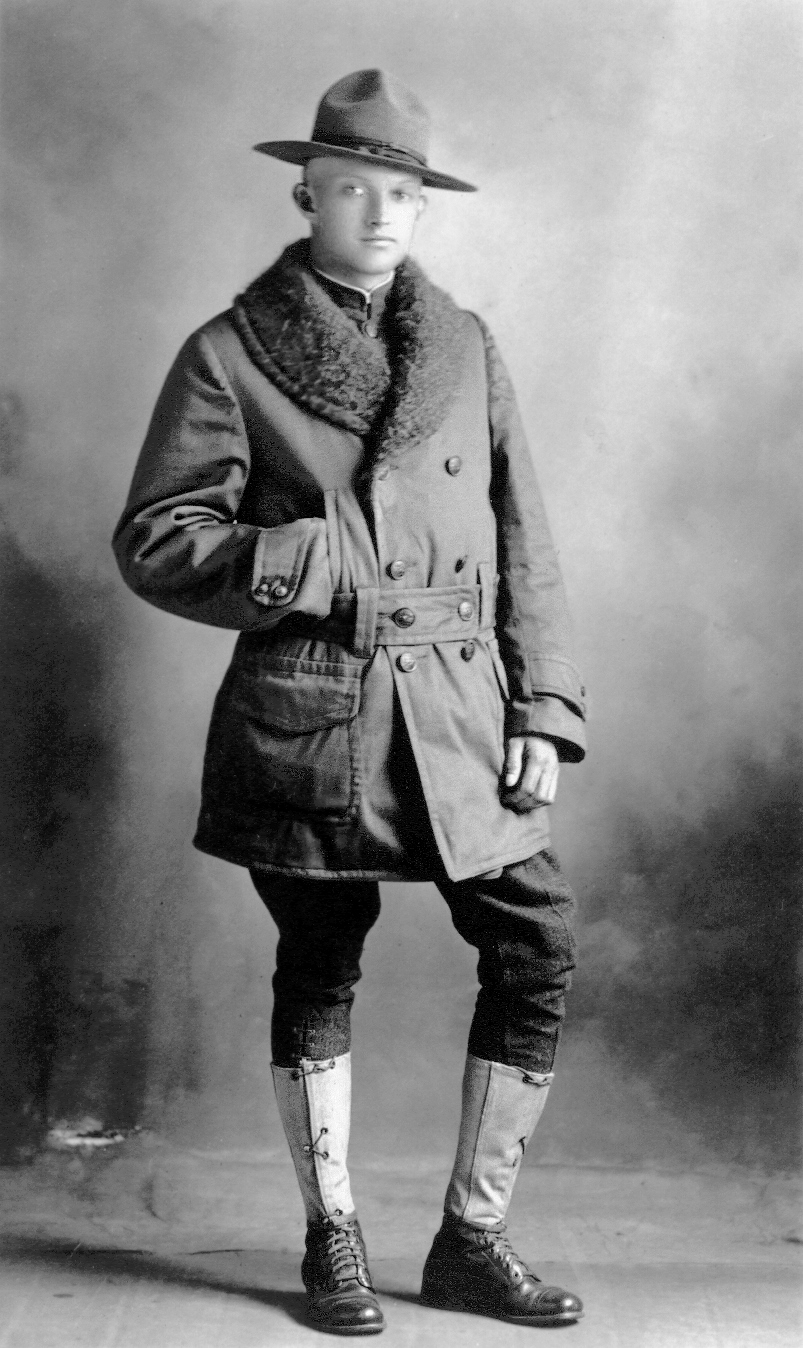
Ritratto d'epoca di un tipico Doughboy americano, circa 1918

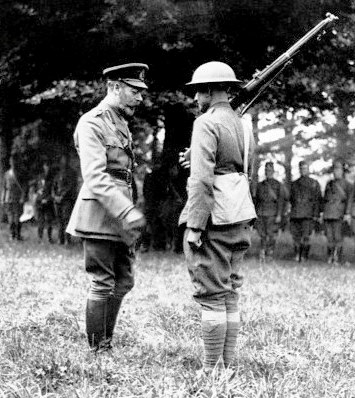
Pvt. Harry Shelley, Co A, Stati Uniti 132 ° fanteria, 33ª divisione (a destra) riceve la British Distinguished Conduct Medal da re Giorgio V (4 luglio 1918)

Doughboy era un termine informale per definire un membro dell'esercito degli Stati Uniti o del Corpo dei Marine, in particolare fu usato per riferirsi ai membri del Corpo di Spedizione Americano nella prima guerra mondiale, ma inizialmente venne utilizzato nella guerra messico-statunitense del 1846-1848. Una popolare scultura prodotta in serie del 1920, "lo Spirito del Doughboy americano", mostra un soldato americano in uniforme della prima guerra mondiale.
Il termine era in uso fino agli anni quaranta come testimoniano opere popolari come la canzone del 1942 "Johnny Doughboy Found a Rose in Ireland," registrata da Dennis Day, Kenny Baker e Kay Kyser, oppure il film-musical Johnny Doughboy per finire il personaggio "Johnny Doughboy" dei fumetti militari. Fu gradualmente rimpiazziato nel corso della seconda guerra mondiale dal termine "G.I.".

## Etimologia
Anche se è maggiormente conosciuto per il suo uso atto a definire i soldati americani nella prima guerra mondiale, le origini del termine non sono certe. La parola era in circolazione un secolo prima sia nel Regno Unito che in America con significati diversi. I marinai di Horatio Nelson e i soldati del Duca di Wellington in Spagna, avevano entrambi famigliarità con gnocchi di farina chiamati "doughboys", i precursori delle moderne ciambelle.
Indipendentemente, nelle ex colonie, il termine era applicato ai giovani apprendisti dei panettieri, vale a dire "dough-boys", traducibile letteralmente i italiano come i "ragazzi di pasta". La versione del nuovo mondo di Doughboy era un cugino linguistico "dough-head"traducibile come "testa di pasta", un'espressione colloquiale per indicare la stupidità nel XIX secolo in America. In Moby-Dick, Herman Melville soprannominò il timoroso cameriere di bordo "Doughboy."
Il termine Doughboy fu anche applicato alla fanteria dell'Esercito Americano durante la guerra messico-statunitense del 1846-48, Senza altri precedenti usi documentati si sono formulate diverse teorie:
- I cavalieri statunitensi utilizzavano il termine per descrivere la fanteria,  poiché i bottoni in ottone sulle loro uniformi sembravano degli gnocchi di farina o torte di pasta da qui "doughboys",[2][8] si ipotizza inoltre a causa della farina o della catlinite che i soldati utilizzavano per lucidare le loro cinture bianche.[8][9]
- Le forze di fanteria degli Stati Uniti erano costantemente coperti di polvere gessosa a causa delle costanti marce attraverso il terreno asciutto del Messico settentrionale, dando agli uomini le sembianze di pasta cruda o di mattoni di fango locali conosciuti come adobe, infine "adobe" venne trasformato in "doughboy".[9]
- Il metodo dei soldati di cucinare il loro rancio tra il 1840 e il 1850 in intrugli di farina e riso cotti nella cenere di un fuoco da campo. Questo non spiega però perché solo la fanteria ricevette questo nomignolo.[9]

L'uso americano è stato adottato nel Regno Unito nel 1917.
Un'altra spiegazione dell'uso del termine nella prima guerra mondiale e che le volontarie dell'Esercito della Salvezza che giunsero in Francia cucinarono milioni di ciambelle e le portarono ai soldati in prima linea, anche se questa spiegazione ignora l'uso del termine nelle guerre precedenti.
Una spiegazione scherzosa per l'uso nella grande guerra è che i doughboys furono "impastati" nel 1914 ma non hanno lievitato fino al 1917.